# 影山貴広
影山 貴広（かげやま たかひろ、4月15日 - ）は、日本の男性声優である。福島県出身。ソレモ所属。血液型はAB型。

## 略歴
2007年から2014年はエーエス企画に所属していた。

## 出演

### テレビアニメ
2021年
- チート薬師のスローライフ〜異世界に作ろうドラッグストア〜（ドズ）
- 真の仲間じゃないと勇者のパーティーを追い出されたので、辺境でスローライフすることにしました（2021年 - 2024年、司祭） - 2シリーズ

2023年
- てんぷる（店長）
- ウマ娘 プリティーダービー Season 3（八百屋の親父、記者B、サトノ家関係者①）

2024年
- じいさんばあさん若返る（上司、店主）
- モブから始まる探索英雄譚（オルトロス）
- 魔王様、リトライ!R（美樹本、ウォーキング）

2025年
- 自動販売機に生まれ変わった俺は迷宮を彷徨う 2nd season（ハンター）

### Webアニメ
- SSGIRL（店長[1]）

### ゲーム
2010年代
- R.U.S.E.（2010年）
- 熱血硬派くにおくん すぺしゃる（2011年）
- ファンタシースターオンライン2（2012年）
- 戦の海賊（2015年）
- 龍が如く 極（2016年）
- 龍が如く6 命の詩。（2016年、曽田地）
- 龍が如く 極2 （2017年、新藤浩二）
- JUDGE EYES:死神の遺言（2018年）
- 白き鋼鉄のX THE OUT OF GUNVOLT（2019年）
- ドラゴンクエストXI 過ぎ去りし時を求めて S（2019年）

2020年代
- 龍が如く7 光と闇の行方（2020年）
- ドラゴンクエストX いばらの巫女と滅びの神（2020年、ゴッツェ）
- LOST JUDGMENT 裁かれざる記憶（2021年、鬼岳嶽）
- 白き鋼鉄のX2（2022年、ナレーション）
- ライブアライブ（2022年、トンチャ、ウェイン）
- 龍が如く8（2024年）
- 龍が如く8外伝 Pirates in Hawaii（2025年）

### ボイスコミック
- 一言のシン（2022年 - 2025年、シンの父〈2代目〉[17]、木島先生〈2代目〉[18]）

### ボイスドラマ
- ソードアート・オンライン ボイス（解放軍兵士、KOB団員）

### アプリ
- iPhone＆android 「声で応援」福島弁担当[1][13]

### ラジオ
- 青色ミライ（咲人）[1]

### ラジオCM
- 富士住建 「ついてる」篇

### シリーズ一覧
1. ↑  第1期（2021年）、第2期『2nd』（2024年）